# Tocilizumab
Tocilizumab, atlizumab – lek immunosupresyjny, stosowany głównie do leczenia reumatoidalnego zapalenia stawów i ciężkiej postaci zapalenia stawów u dzieci – młodzieńczego idiopatycznego zapalenia stawów.
Jest to humanizowane przeciwciało monoklonalne IgG1, które jest wytwarzane z wykorzystaniem rekombinacji DNA w komórkach jajnika chomika chińskiego.
Tocilizumab wiąże się z receptorami, zarówno rozpuszczalnymi, jak i związanymi z błonami komórkowymi interleukiny 6 (sIL-6R i mIL-6R) i hamuje jej działanie.
Interleukina 6 (IL-6) jest plejotropową cytokiną prozapalną, która odgrywa ważną rolę w odpowiedzi immunologicznej i bierze udział w patogenezie wielu chorób, takich jak: choroby autoimmunologiczne, szpiczak mnogi i rak prostaty.
Lek został opracowany przez firmy farmaceutyczne Hoffmann-La Roche i Chugai Pharmaceuticals i występuje pod nazwą handlową RoActemra.
W styczniu 2021 został zalecony przez brytyjski NIHS dla krytycznie chorych na COVID-19 na początku terapii w OIT.

## Zastosowania medyczne
Lek podaje się w comiesięcznych wlewach dożylnych. Infuzja trwa około godziny. Alternatywny preparat do wstrzyknięcia podskórnego został zatwierdzony przez amerykańską Agencja Żywności i Leków w październiku 2013 roku.

### Reumatoidalne zapalenie stawów
Tocilizumab stosuje się w leczeniu reumatoidalnego zapalenia stawów o nasileniu od umiarkowanego do ciężkiego, stosowanego w połączeniu z metotreksatem, jeśli inne leki, takie jak leki przeciwreumatyczne modyfikujące przebieg choroby i blokery TNF okazały się nieskuteczne lub nie były tolerowane. Może być stosowany jako monoterapia dla pacjentów, którzy nie tolerują metotreksatu. Lek spowalnia postęp choroby i może poprawić funkcję fizyczną pacjentów.

### Młodzieńcze idiopatyczne zapalenie stawów
Leczenie ogólnoustrojowego młodzieńczego idiopatycznego zapalenia stawów jest podobne do leczenia reumatoidalnego zapalenia stawów: tocilizumab jest łączony z metotreksatem, chyba że nie jest on tolerowany. Ogólne bezpieczeństwo i skuteczność ustalono dla dzieci w wieku dwóch lat i starszych.
W 2011 r. Amerykańska FDA zatwierdziła tocilizumab w leczeniu rzadkiej choroby – aktywnego ogólnoustrojowego młodzieńczego idiopatycznego zapalenia stawów (SJIA).

### Koronawirus (COVID-19)
Tocilizumab był zastosowany w Chinach, we Włoszech, w Iranie i w Polsce jako eksperymentalne leczenie choroby wywołanej wirusem SARS-CoV-2 podczas pandemii COVID-19. W Chinach leczono nim 21 pacjentów, których stan poprawił się w ciągu pierwszych 24–48 godzin terapii. We Włoszech sześciu pacjentów cierpiących na ciężkie zapalenie płuc wywołane przez COVID-19 leczono tocilizumabem. Stan trzech znacząco się poprawił. W Iranie został zastosowany lek biopodobny. W Polsce podano tocilizumab w Lublinie trzem pacjentom, uzyskując poprawę ich stanu, podobnie jak w innych krajach, w ciągu 24–48 godzin.
W styczniu 2021 brytyjski National Institute for Health Research zalecił użycie tocilizumabu (8 mg/kg) dla krytycznie chorych pacjentów z COVID-19 w ciągu pierwszych 24 godzin od rozpoczęcia intensywnej terapii podtrzymującej funkcjonowanie organów. Zalecenie sformułowano na podstawie wstępnych wyników badań kierowanych przez Imperial College London i obejmujących 353 chorych, wśród których – w porównaniu do kontrolnej grupy 402 pacjentów – śmiertelność była niższa o 24%, a intensywna terapia krótsza średnio o 10 dni.